# Zabalza
Zabalza (em castelhano) ou Zabaltza (em basco) é um município da Espanha na província e comunidade foral (autónoma) de Navarra que faz parte da comarca da Cuenca de Pamplona e da Mancomunidade da Comarca de Pamplona. Tem 14,04 km² de área e em 2021 tinha 303 habitantes (densidade: 21,6 hab./km²).

## Demografia
| Variação demográfica do município entre 1991 e 2004 | Variação demográfica do município entre 1991 e 2004 | Variação demográfica do município entre 1991 e 2004 | Variação demográfica do município entre 1991 e 2004 |
| --------------------------------------------------- | --------------------------------------------------- | --------------------------------------------------- | --------------------------------------------------- |
| 1991                                                | 1996                                                | 2001                                                | 2004                                                |
| 140                                                 | 141                                                 | 157                                                 | 171                                                 |